# Römer + Römer

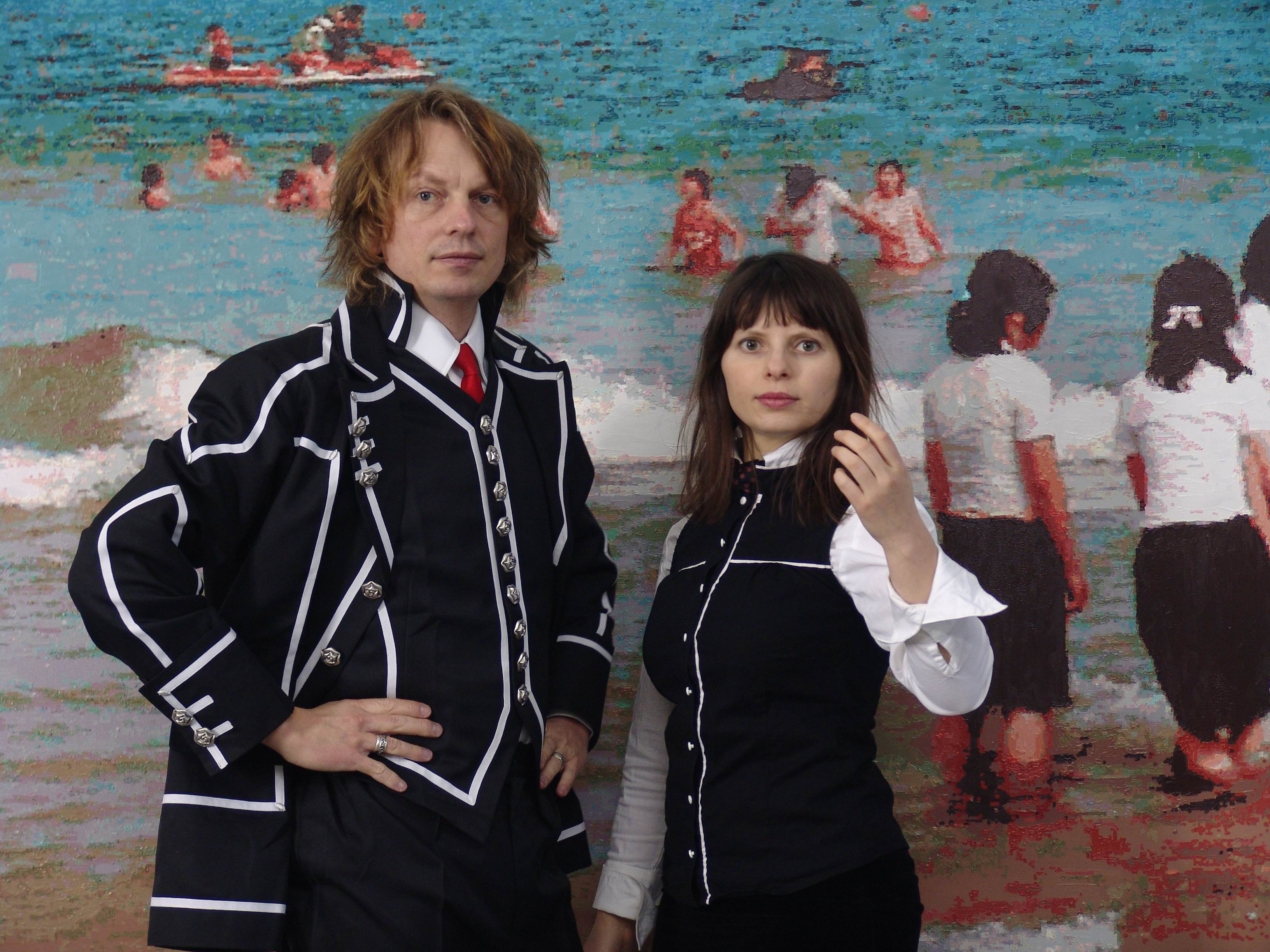
アーティストのセルフィーRömer+Römer、2010年

Römer+Römer（レーマー+レーマー）は、ドイツとロシアの美術家カップル。メンバーは、トーステン・レーマー（Torsten Römer）とニーナ・レーマー（Nina Römer）。ドイツ・ベルリンを拠点に活動している。 

## 来歴
トーステンは1968年、ドイツ西部のアーヘン生まれ。ニーナは1978年、ロシア・モスクワ生まれ。共にデュッセルドルフ美術アカデミーにおいてA. R. ペンク（A. R. Penck）の元、“マイスターシューラー”（Meisterschüler、ドイツの芸術大学における、芸術家の最高学位）として学ぶ。また、ニーナはソビエト時代の作家ユーリー・トリフォノフ（Yury Trifonov）の孫娘であり、ウクライナ、ロシア、ソビエトの画家アムシェイ・ヌレンベルク（Amshey Nurenberg）のひ孫娘でもある。1996年、トーステンはデュッセルドルフ美術協会からトラベルグラント（旅費助成金）を受ける。
1998年から2人は、共同で作品制作をしている。2011年には、ドイツ・バイエルン州クローナハ市からルーカス・クラナッハ賞特別賞を授与された。

## 作品
Römer + Römerは、自ら撮影した写真を主体に絵画やドローイングを制作。また、パフォーマンスを行ったり、展覧会のキュレーションを手掛けたりしている。アートユニットとして制作を始めた1998年に、長期的なアート・プロジェクト「M°A°I°S」を開始。多くの作品は、歴史的、政治的な意味合いが込められている。2005年のベルリンで開催された作品展「Der freie Wille」（自由意志）は、“Glasnost”（「情報公開」）から 20年を記念したイベントの一環として開催された。2004年に、ドイツ・バーデン＝バーデン市にて「HA KYROPT! - Russische Kunst heute」（温泉へ！ – ロシア美術の現在）では、ロシア・ツァーリ国時代からのロジア人温泉客と同市との密接な関係をテーマに作品を発表した。
Römer + Römerはこのようなアート・プロジェクトで、歴史的・政治的な美学的再構築を試みている。作品は主に、お祭り、歴史劇、パーティー、社会的・政治的な出来事を主題にしている。2013/14年の作品シリーズ「Sambódromo」（“サンボードロモ”）では、ブラジルのカーニバルを題材にしている。2010年の絵画シリーズ（24 x 30cmの作品、計50点）では、葛飾北斎と歌川広重へのオマージュとして電車から見える富士山の景色を制作した。また、日本中を旅行していたとき、都会のオルタナティブな生活を模索し、東京や大阪の“ファッション中毒”を主題とした大きな作品を制作した。制作方法は、コンピュータが従来のスケッチブックの役割に取って代わり、自ら撮影した写真を画像処理することから始まる。絵画的な発想として、ピクセル構造のある絵画が彼らの芸術形式である。しかし、彼らの“ピクセル”とは、デジタルなピクセルとは異なる構造を持つ。
Römer + Römerのアート作品は、点描法やstipple engraving（点刻彫版法）などと関係づけられる。それは、作品のモチーフは、何千もの点の集合を成しながら色面へと広がり、一定の距離を保って眺めると、鑑賞者の網膜上に画として浮かび上がってくる。また、作品に接近すればするほど、人物や物に抽象的で力強い“色彩の相互作用”が働く。近年の大きな作品シリーズでは、アメリカ・ネバダ州の砂漠で2017／18年に開催されたお祭り“バーニング・マン”を扱っている。火やLEDのインスタレーションの光、アートカー、お祭りの期間中現れる奇妙なアート作品、パーティーなどは、絵画的美学の核となる主題である。

## 展示会（選考）
- バーニングマン–エレクトリックスカイ、ハウスアムリュッツォフプラッツ、ベルリン（2019） [3]
- 対面– Gesichter der Sammlung Hense 、Kunsthalle Hense、Gescher（2018）
- Sturmhöhen [WutheringHeights]、Schafhof –EuropäischenKünstlerhausOberbayern、フライジング（2018）
- ¿Quéダイス？ 、エスプロンセダ、バルセロナ（2017） [4]
- Generalstreik 、KunstvereinMünsterland、Coesfeld（2017） [5]
- キス–ロダンからボブ・ディランまで、ブレーハン美術館、ベルリン（2017）
- Wilhelm-Morgner-Preis Ausstellung 、Museum Wilhelm Morgner、ゾースト（2017）
- PartySträflinge 、Kunstverein Kunstkreis Hameln（2016） [6]
- 第56回ヴェネツィアビエンナーレ、モーリシャスのパビリオン（2015） [7]
- ハムスター–ヒップスター–便利。 Im Bann des Mobiltelefons 、Museum Angewandte Kunst、フランクフルトa。 M.（2015）
- Party-Löwe 、Freight＆Volume、ニューヨーク（2014） [8]
- Alles氏のfürアッレ、リチャード・Haizmann博物館、Niebüll（2014）
- 対面、北京のジャンチョウ国際現代美術センター（2013）
- サンボードロモ、ギャラリーマイケルシュルツ、ベルリン（2013） [9]
- Punkt-Systeme – Vom Pointillismus zum Pixel 、 Wilhelm-Hack-Museum 、ルートヴィヒスハーフェン（2012）
- Megacool 4.0 – Jugend und Kunst 、 KünstlerhausVienna 、Vienna（2012）
- Menschenbilder – Der internationale Lucas-Cranach-Preis 、Cranach-Foundation、Wittenberg（2012）
- 現代美術ビエンナーレ、DO ARK Underground 、Konjic（2011）
- ブライトンのプライド、ギャラリーマイケルシュルツ、ベルリン（2011）
- O tu mir das nicht an！ 、 Kunsthalle Rostock （2010/2011） [10]
- 自由のために戦う、光州美術館、光州（2010）
- Inter-cool 3.0 – Jugend Bild Medien 、Hartware MedienKunstVerein、ドルトムント（2010）
- Die Flut 、 Galerie Michael Schultz 、ベルリン（2010）
- 実話に基づく、今日美術館、北京（2009）
- BewegungのGemeinsam–ZeitgenössischeKunstaus Deutschland und China 、武漢美術館、武漢（2009）
- 北京でのセカンドライフ、Galerie Mathias Kampl、ミュンヘン（2009）
- テロリストNo.1 、Kunstverein Heidelberg （2009） [11]
- 「EMERGENCYBIENNALEChechnya / Bialystok」および「EMERGENCYBIENNALEChechnya / World Tour」、グロズヌイ（2008年および2006年）
- Auf dem Weg ins Licht：Werke aus der Sammlung de Knecht 、 Kunsthalle Rostock （2007/2008）
- Sense of Life 、現代ギャラリー、ソウル（2007）
- HA KYPOPT！ 、Kunsthalle Baden-Baden （2004） [12]
- パラダイス–国際アートイニシアチブフォーラム、ノイエマネシュ、モスクワ（2004）
- 現代美術の新技術の国際フェスティバル、サンクトペテルブルク視覚芸術センター、サンクトペテルブルク（2003）
- リバプールビエンナーレ、リバプール（2002）
- ビッグトリノ、トリノビエンナーレ、トリノ（2002）

## 出版物

### アートプロジェクトM°A°I°S
- M°A°I°S2– Der Tod 、ベルリン2001
- M°A°I°S4–良い点と悪い点、ベルリン2003
- M°A°I°S5– Paradies 、ベルリン2004
- M°A°I°S6– Der freie Wille 、ベルリン2005